# Toni Miczewski
Toni Miczewski (mac. Тони Мицевски, ur. 20 stycznia 1970 w Bitoli) – macedoński piłkarz grający na pozycji środkowego pomocnika. W swojej karierze rozegrał 44 meczów w reprezentacji Macedonii i strzelił w niej 4 gole.

## Kariera klubowa
Karierę piłkarską Miczewski rozpoczął w klubie FK Pelister. W 1991 roku awansował do kadry pierwszego zespołu i w sezonie 1991/1992 zadebiutował w jego barwach w pierwszej lidze jugosłowiańskiej. W Pelisterze grał też już po rozpadzie Jugosławii i utworzeniu ligi macedońskiej. W 1993 roku wystąpił w przegranym finale Pucharu Macedonii. Od lata 1993 do 1995 roku występował w Sileksie Kratowo. W 1994 roku zdobył z nim krajowy puchar.
Latem 1995 roku Miczewski przeszedł do Hansy Rostock. W niemieckiej Bundeslidze zadebiutował 24 lutego 1996 w wygranym 2:1 wyjazdowym meczu z Borussią Dortmund. W Hansie Rostock grał do końca sezonu 1997/1998.
W 1998 roku Miczewski odszedł do drugoligowego Tennis Borussia Berlin. W sezonie 1999/2000 grał w Pelisterze Bitola, a latem 2000 wrócił do Niemiec i został piłkarzem Energie Cottbus. W Energie swój ligowy debiut zanotował 12 sierpnia 2000 w meczu z Werderem Brema (1:3). W Energie spędził sezon.
W sezonie 2001/2002 Miczewski grał w rodzimej Pobedzie Prilep, a w 2002 roku został zawodnikiem VfL Osnabrück. W 2003 roku awansował z nim z Regionalligi do 2. Bundesligi. W latach 2004–2006 występował w amatorskim TSV Wallenhorst, w którym zakończył karierę.
| Sezon   | Klub                   | Kraj               | Rozgrywki     | Mecze | Bramki |
| ------- | ---------------------- | ------------------ | ------------- | ----- | ------ |
| 1991/92 | FK Pelister            | Jugosławia         | Prva liga     | ?     | ?      |
| 1992/93 | FK Pelister            | Macedonia Północna | Prwa Liga     | ?     | ?      |
| 1993/94 | Sileks Kratowo         | Macedonia Północna | Prwa Liga     | ?     | ?      |
| 1994/95 | Sileks Kratowo         | Macedonia Północna | Prwa Liga     | ?     | ?      |
| 1995/96 | Hansa Rostock          | Niemcy             | Bundesliga    | 5     | 1      |
| 1996/97 | Hansa Rostock          | Niemcy             | Bundesliga    | 14    | 1      |
| 1997/98 | Hansa Rostock          | Niemcy             | Bundesliga    | 27    | 1      |
| 1998/99 | Tennis Borussia Berlin | Niemcy             | 2. Bundesliga | 19    | 4      |
| 1999/00 | FK Pelister            | Macedonia Północna | Prwa Liga     | 25    | 11     |
| 2000/01 | Energie Cottbus        | Niemcy             | Bundesliga    | 16    | 2      |
| 2001/02 | Pobeda Prilep          | Macedonia Północna | Prwa Liga     | 10    | 4      |
| 2002/03 | VfL Osnabrück          | Niemcy             | Regionalliga  | 26    | 2      |
| 2003/04 | VfL Osnabrück          | Niemcy             | 2. Bundesliga | 10    | 0      |

## Kariera reprezentacyjna
W reprezentacji Macedonii Miczewski zadebiutował 13 października 1993 roku w wygranym 4:1 towarzyskim meczu ze Słowenią. W swojej karierze grał w eliminacjach do Euro 96, MŚ 1998 i Euro 2000. Od 1993 do 2002 roku rozegrał w kadrze narodowej 44 meczów i strzelił 4 gole.